# SNCF Z 5300

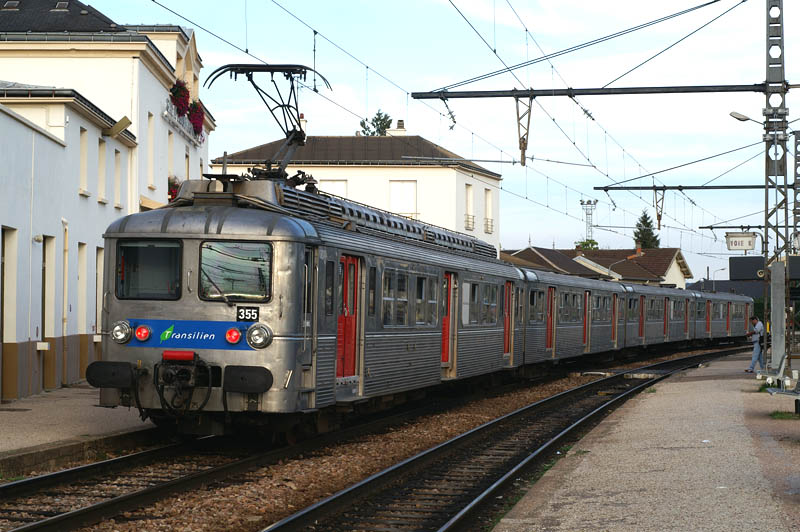
Z 5300 mit blauem Frontbalken im Bahnhof Laroche-Migennes

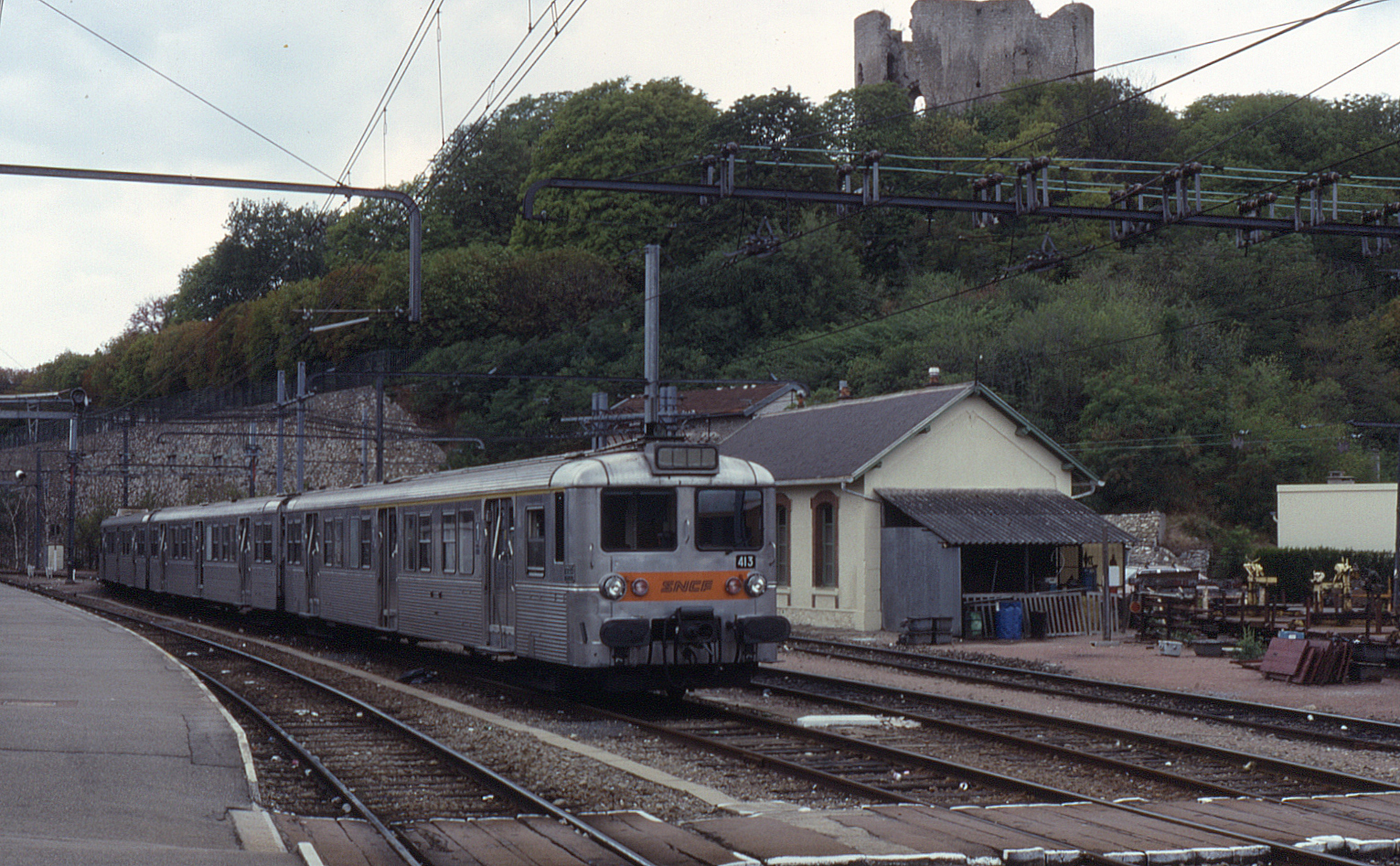
Drei-Wagen-Zug in Étampes, 1992

Die Baureihe Z 5300 ist ein Triebzug der französischen Staatsbahn SNCF. Er besteht in der Regel aus einem Triebwagen (ZBD 5301–5445), zwei Zwischenwagen (ZRB 25301–25416/25591–25597/25423–25590) und einem Steuerwagen (ZRABx 15301–15445), die im Betrieb nicht getrennt werden können. Sie verkehrten in und um Paris im Nahverkehr auf dem Gleichstromnetz.

## Betrieb
Die Triebzüge werden sowohl mit einem als auch mit zwei Zwischenwagen eingesetzt. Der mögliche Einsatz eines drei Wagen-Triebzugs ist selten, er beschränkt sich auf den TER-Einsatz. Per 1. Januar 2007 ist nur bei Zügen mit den Triebwagen 5364, 5366, 5367 und 5368 einer statt zwei Zwischenwagen eingereiht.
Die Triebzüge besitzen automatische Kupplungen, und es können bis maximal 3 Triebzüge vereint geführt werden.
Die Türfarben kennzeichneten das Haupteinsatzgebiet:
- Silbern: service de banlieue, normaler Vorortsverkehr
- Orange:  équipées de l'EAS (équipement à agent seul) eingerichtet für Einmannbetrieb ohne Zugbegleiter
- Blau:  service TER als Regionalzug nur 3-teilig

Mit abnehmender Zahl der Züge wurde diese Unterscheidung wieder aufgegeben.

### Einsätze
Die Triebzüge kamen um 2011 noch auf dem Netz von Transilien Paris-Lyon auf folgenden Strecken zum Einsatz: Paris-Gare de Lyon–Melun über Combs-la-Ville-Quincy, Paris-Gare de Lyon–Corbeil-Essonnes, Juvisy–Melun, Paris-Gare de Lyon–Montargis/Montereau, Melun–Montereau und Moret-Veneux-les-Sablons–Montargis. Außerdem verkehren diese Triebzüge auf dem Netz Transilien Paris-Montparnasse auf folgenden Strecken: Paris-Montparnasse–Sèvres-Rive-Gauche und Paris-Montparnasse–Rambouillet. Ein weiteres Einsatzgebiet war im Netz des TER Centre auf den Strecken Saint-Pierre-des-Corps–Tours und Les Aubrais-Orléans–Orléans. Nachdem sich ihre Anzahl durch Ausmusterungen kontinuierlich verringerte, verblieben bis 2018 noch einzelne Einsätze auf den RER-Linien D Juvisy–Melun und R Melun–Montereau.

### 1965–2012
- Banlieue Sud-Ouest (Vorortverkehr südwestlich von Paris)
  - (1965–2003): Betrieb auf der RER C ab 1979
- Fernverkehr Südwest
  - (1960–1978): Expresszüge von Musée d’Orsay nach Orléans
- Banlieue Sud-Est (Vorortverkehr südöstlich von Paris)
  - (1992–1996): Paris – Malesherbes
  - (1960–2010): Paris – Combs-la-Ville – Melun
  - (1960–2012): Paris – Corbeil-Essonnes – La Ferté-Alais
  - (1960–2011): Paris – Montereau über Moret – Veneux-les-Sablons
  - (1989–2010): Paris – Montargis
- TER Centre:
  - (1994–2003): Paris – Orléans, Étampes – Orléans, Orléans – Tours, Orléans – Limoges.
  - (1994–2007): Paris – Chartres – Le Mans
  - (1998–2011): Pendelverkehr zwischen Les Aubrais-Orléans und Orléans sowie zwischen Saint-Pierre-des-Corps und Tours
- TER Aquitaine
  - (2002–2004): Bordeaux – Irun, Bordeaux – Arcachon.
- TER Bourgogne
  - (1970–2008): Paris-Lyon – Laroche-Migennes, Paris-Lyon – Sens, Montereau – Laroche-Migennes
- Transilien Paris-Lyon
  - (1984–2008): Paris-Lyon – La Ferté-Alais.
- TER Aquitaine
  - Bordeaux – Le Verdon, Bordeaux – Libourne, Bordeaux – Langon.

## Technik
Die Triebzüge wurden in zwei Serien beschafft. Die erste Serie umfasst die Triebwagen Z 5301–5361, die zweite Serie die Triebwagen Z 5362–5445. Der augenscheinlichste Unterschied zwischen den beiden Serien ist der erst ab der zweiten Serie eingebaute Gummiwulst-Übergang. Im elektrischen Teil unterscheiden sie sich eigentlich nicht. Bei der zweiten Serie konnten durch verschiedene konstruktive Änderungen Gewichtseinsparungen erzielt werden, weswegen bei ihr eine Gesamtmasse von 151,2 Tonnen angegeben wird, bei der ersten Serie hingegen 153,5 Tonnen.
Da der Wagenkasten aus rostfreiem Inox-Stahl nach einer Lizenz der amerikanischen Budd Company gefertigt ist und keinen weiteren Anstrich benötigt, ist die Grundfarbe silbern. Nur auf der Frontpartie befindet sich zwischen den beiden unteren Scheinwerfern ein farbiger Balken zur besseren Sichtbarkeit.
Von Mitte der 1960er-Jahre bis 1978 waren einige Fahrzeuge mit verbesserten Drehgestellen ausgerüstet, um eine Höchstgeschwindigkeit von 140 km/h zu erreichen. Diese wurden für die Expresszüge zwischen Paris-Gare d’Orsay und Orléans eingesetzt, die dadurch nur 90 Minuten Fahrzeit brauchten.

## Ausmusterung
In den 2000er Jahren wurden zuerst die Triebzüge der zweiten Serie ausrangiert. Die 1. Serie wurde erst ab 2009 in größerer Anzahl abgestellt und verschrottet, davor nur unfallbedingte Abgänge.
Zum 1. Januar 2007 befanden sich von der ersten Serie 58 von 61 noch im Dienst, von der zweiten Serie 32 von ursprünglich 84 Zügen.  Die letzten sieben Züge wurden Mitte Dezember 2018 außer Dienst gestellt, ihre Leistungen wurden durch die neu gelieferten Züge der Baureihe Z 57000 übernommen. Der 2015 ausgemusterte Zug Z 5327 wird mit seinem Steuerwagen als zweiteilige Museumseinheit im Eisenbahnmuseum Mülhausen erhalten.

## Unfälle
Mehrere Triebwagengarnituren mussten ausgemustert werden, weil sie Unfälle hatten oder ausbrannten. Zwei dieser Züge waren in den Unfall am 27. Juni 1988 im Pariser Bahnhof Gare de Lyon verwickelt.

## Ähnliche Fahrzeuge
Die Gleichstromtriebwagen der Baureihe Z 5300 bilden mit den ähnlichen, für 25 kV Wechselstrom ausgelegten Triebwagen der Baureihe Z 6100 eine Baureihenfamilie. Bei der Luxemburger Staatsbahn (CFL) waren bis zum Dezember 2005 sechs der Baureihe Z 6100 ähnliche, aber nur zweiteilige Wechselstromtriebwagen unter der Bezeichnung Série 250 im Einsatz. Zwei dreiteilige Z 6100 wurden von der SNCF an die CFL verkauft und dort als Série 260 bezeichnet.